# Die Tribute von Panem – Catching Fire
Die Tribute von Panem – Catching Fire (Originaltitel: The Hunger Games: Catching Fire) ist ein US-amerikanischer dystopischer Science-Fiction-Abenteuerfilm, der auf dem Buch Die Tribute von Panem – Gefährliche Liebe von Suzanne Collins basiert. Es ist der zweite von vier Teilen und Nachfolger von Die Tribute von Panem – The Hunger Games. Der Film wurde von Lionsgate produziert, Francis Lawrence führte Regie, das Drehbuch stammt von Simon Beaufoy und Michael Arndt. Der Film startete am 21. November 2013 in den deutschen Kinos.

## Handlung
Die Handlung des Films setzt einige Monate nach den 74. Hungerspielen ein. Seit Katniss Everdeen und Peeta Mellark die Spiele entgegen den Regeln des Kapitols gemeinsam gewonnen haben, stehen sie im permanenten Fokus des weiterhin erzürnten Präsidenten Snow. Allein die inszenierte Geschichte vom „tragischen Liebespaar“ dient den beiden als Lebensversicherung und Schutz vor der Rache des Kapitols. Zu Anfang des Films trifft sich Katniss mit ihrem Jagdgefährten Gale im Wald, wo sie gemeinsam überlegen, wie sie dem Kapitol entfliehen könnten. Es wird klar, dass Katniss von den Hungerspielen schwer traumatisiert ist. So sieht sie statt eines Truthahnes einen Tribut, den sie erschossen hat, woraufhin sie einen Zusammenbruch erleidet.
Zu Hause bekommt Katniss unerwarteten Besuch vom Präsidenten Snow, der sie über tobende Unruhen und Aufstände in anderen Distrikten informiert, für die er Katniss die Schuld gibt. Diese seien erst durch ihr regelwidriges Verhalten in den Hungerspielen ausgelöst worden. Snow droht Katniss, sich an ihrer Familie zu rächen, sollte es ihr auf der bevorstehenden „Tour der Sieger“ durch die Distrikte nicht gelingen, die Rebellen zu beruhigen. Doch die Aufstände breiten sich weiter aus und auch Peetas medienwirksamer Heiratsantrag an Katniss verbessert ihre Lage nicht.
Snow berät mit dem neuen Spielmacher Plutarch Heavensbee, der sich freiwillig als Nachfolger des hingerichteten Seneca Crane gemeldet hat, was gegen die Rebellion und deren Hoffnungsträgerin Katniss Everdeen zu tun sei. Auf Heavensbees Ratschlag hin wird in den Distrikten der Druck auf die Bewohner erhöht. In Distrikt 12 wird ein strengeres Polizeisystem eingeführt, der Schwarzmarkt niedergebrannt und jeder Gesetzesverstoß mit Auspeitschungen oder Hinrichtungen geahndet. Als auch diese Maßnahmen nicht die gewünschte Wirkung erzielen, beschließt Snow eine neue Regel für die bevorstehenden 75. Hungerspiele (das dritte „Jubel-Jubiläum“): Die diesjährigen Tribute werden ohne jede Rücksicht auf Alter oder Gesundheit aus dem bestehenden Kreis der Sieger ausgewählt. Damit sollen alle Sieger, die in Snows Augen eine Bedrohung darstellen, aber vor allem Katniss, ausgeschaltet werden. Da Katniss der einzige weibliche Sieger aus Distrikt 12 ist, muss sie zurück in die Arena. Katniss ringt ihrem letztjährigen Mentor – und ehemaligen Sieger – Haymitch das Versprechen ab, Peeta unter allen Umständen am Leben zu erhalten. Sie will sich opfern, sodass Peeta überleben kann.
Aus Distrikt 12 wird neben Katniss Haymitch als männlicher Tribut ausgelost, doch Peeta meldet sich freiwillig, so dass Haymitch nichts tun kann: Wie im Vorjahr wird Distrikt 12 von Katniss und Peeta in der Arena vertreten. Bei der üblichen Vorstellungsrunde in Caesar Flickermans Fernsehshow beschweren sich mehrere Tribute, vom Kapitol hintergangen worden zu sein, schließlich sei ihnen versprochen worden, im Falle eines Sieges den Rest ihres Lebens in Frieden verbringen zu können, und zeigen offen ihre Wut. Katniss tritt auf Snows Befehl hin im weißen Brautkleid auf, allerdings hat ihr Stylist Cinna es so verändert, dass darunter ein schwarzes Spotttölpel-Kostüm zum Vorschein kommt, als Katniss sich damit dreht. Der Spotttölpel, eine Art Singvogel, ist zum Symbol der Rebellion geworden; Katniss’ Auftritt ist ein klarer Affront gegen das Kapitol. Peeta verkündet in der Show, dass Katniss von ihm schwanger sei, was zu einiger Aufregung auch im Kapitol führt.
Allen Gegenstimmen zum Trotz finden die Spiele statt. Kurz vor Spielbeginn muss Katniss mit ansehen, wie Cinna von Friedenswächtern brutal zusammengeschlagen und fortgebracht wird. Gleich darauf findet Katniss sich in der Arena auf ihrem Podest wieder. Es ist von Wasser umgeben, das umliegende Land ist von Dschungel bewachsen. Die Tribute schwimmen zum Füllhorn und liefern sich dabei schon erste Kämpfe. Katniss und ihr neuer Verbündeter Finnick Odair aus Distrikt 4 beschaffen sich Waffen und verschwinden mit Peeta und der 80-jährigen Mags aus Finnicks Distrikt im Dschungel. Dort lauern eine Vielzahl von Gefahren: Als Peeta das Kraftfeld, das die Arena umgibt, berührt, erleidet er einen Herzstillstand, doch Finnick gelingt es, ihn zu reanimieren. Kurz darauf wird die Gruppe von einem giftigen Nebel überrascht, der alles Lebendige verätzt; Mags opfert sich, damit Finnick und Katniss den verletzten Peeta retten können. Als sie von einer wilden Meute Affen angegriffen werden, retten sie sich auf den Strand beim Füllhorn. Dort treffen sie auf die Axtkämpferin Johanna Mason aus Distrikt 7, den Ingenieur Beetee und Wiress (beide aus Distrikt 3), die sich ebenfalls mit ihnen verbünden. Wiress steht unter Schock, hat aber trotzdem das System der Arena erkannt. Die Arena ist in zwölf Segmente eingeteilt. Zu einer bestimmten Uhrzeit wird in einem bestimmten Segment eine Falle ausgelöst, beispielsweise der ätzende Nebel. Nach einer Stunde wird im nächsten Sektor im Uhrzeigersinn die nächste Falle ausgelöst. Nachdem sie gemeinsam das Stundentakt-System der Arena erkannt haben, werden sie von den Karrieros aus den Distrikten 1 und 2 angegriffen, wobei Wiress stirbt.
Beetee entwickelt den Plan, Blitze, die alle zwölf Stunden in einen Baum einschlagen, mit einem Draht in den nassen Sand zu lenken und so die Karrieretribute auszuschalten. Johanna und Katniss verlegen den Draht, als sie angegriffen werden. Johanna verletzt Katniss am Arm, beschmiert sie mit ihrem Blut, beschwört sie liegenzubleiben und verschwindet, von den Angreifern verfolgt. Katniss folgt dem Draht zurück zum Baum und findet Beetee bewusstlos vor. Sie bindet den Draht an ihren Pfeil und schießt ihn, während der Blitz einschlägt, in das Kraftfeld über der Arena. Durch den dadurch verursachten Kurzschluss wird das Kraftfeld deaktiviert und das System im Kontrollraum der Spielmacher bricht zusammen. Präsident Snow, der den Zusammenbruch beobachtet, stellt daraufhin das Verschwinden von Plutarch Heavensbee fest.
Ein Hovercraft holt die halb bewusstlose Katniss aus der Arena. Wenig später kommt sie zu sich, neben ihr liegt der noch bewusstlose Beetee. Im Cockpit findet sie ihren Mentor Haymitch, Finnick Odair und Spielmacher Heavensbee bei einer Beratung vor. Katniss erfährt, dass es von Anfang an den Plan gab, sie aus der Arena zu retten, um die Revolution voranzutreiben, die vom zerstört geglaubten Distrikt 13 ausgeht. Die Hälfte der Tribute wusste Bescheid; Johanna Mason hatte Katniss bei ihrem scheinbaren Angriff den Aufspürer (Peilsender) des Kapitols aus dem Arm geschnitten. Peeta und Johanna wurden jedoch vom Kapitol gefangen genommen. Katniss wirft Haymitch vor, dass er sein Versprechen gebrochen habe, Peeta am Leben zu halten, und geht wutentbrannt auf Haymitch los. Heavensbee narkotisiert sie. Als sie erwacht, sitzt Gale neben ihr. Er erzählt, dass er ihre Familie nach Distrikt 13 retten konnte, bevor Distrikt 12 durch Brandbomben des Kapitols vollständig zerstört wurde.

## Produktion

### Produktionsvorbereitung
Am 8. August 2011 teilte Lionsgate mit, dass es auch den zweiten Band der Die-Tribute-von-Panem-Trilogie, Gefährliche Liebe, verfilmen werde. Da die Drehbuchautoren Ross und Collins noch mit der Postproduktion des ersten Filmes beschäftigt waren, konnten sie nicht, wie eigentlich geplant, auch das Buch zum zweiten Teil verfassen. Lionsgate verhandelte daher im November 2011 mit dem Drehbuchautor Simon Beaufoy über die Bedingungen einer Filmanpassung von Gefährliche Liebe. Ross sollte bei der Fortsetzung trotzdem noch Regie führen.
Im Januar 2012 unterschrieben Ross und Beaufoy offiziell für ihre Positionen als Regisseur beziehungsweise Drehbuchautor.
Im April 2012 wurde jedoch bekannt, dass Gary Ross im zweiten Teil der Trilogie doch nicht Regie führen werde, da er aufgrund von zu engen Zeitplänen nicht den Film drehen könne, den er gerne hätte. Am 3. Mai 2012 wurde Francis Lawrence für die Regie verpflichtet. Michael Arndt hat neben Beaufoy ebenfalls am Drehbuch mitgearbeitet.
Der Film wurde teilweise im IMAX-Format gedreht. Zur Realisierung stand dem Film ein Budget von 130 Millionen US-Dollar zur Verfügung.

### Casting
Woody Harrelson gab im November 2011 preis, dass er bereits für vier Filme unterschrieben habe, was darauf hindeutete, dass eines der Bücher in zwei Teilen verfilmt werden würde. Später wurde dies bestätigt, der dritte Teil der Romanreihe, Mockingjay, wurde in zwei Teile aufgespalten. The Hollywood Reporter gab an, dass Jennifer Lawrence, Josh Hutcherson und Liam Hemsworth für die komplette Filmreihe unterschrieben hätten. Vor allem über die Besetzungen der Rollen Finnick, Johanna und Plutarch Heavensbee wurde stark spekuliert. Für die Rolle des Finnick hatten Lucas Till, Armie Hammer, Taylor Kitsch und Garrett Hedlund vorgesprochen. Schließlich erhielt Sam Claflin die Rolle. Schon zuvor hatten Jena Malone die Rolle der Johanna und Philip Seymour Hoffman die Rolle des Plutarch Heavensbee erhalten. Neben Malone hatten auch noch Mia Wasikowska und Zoe Aggeliki Interesse an der Rolle gezeigt. Am 17. Juli 2012 wurde bestätigt, dass Amanda Plummer als Wiress den Cast verstärkt.
Des Weiteren wurden im August 2012 Lynn Cohen als Mags und Alan Ritchson als Gloss sowie zuletzt Jeffrey Wright für die Rolle des Beetee bestätigt.

### Dreharbeiten
Im April 2012 wurde bekannt, dass die Dreharbeiten im August 2012 beginnen sollten. Im Vorfeld hatte es Terminprobleme mit den für Herbst 2012 geplanten Dreharbeiten der Fortsetzung von X-Men: Erste Entscheidung gegeben, in der Jennifer Lawrence ebenfalls eine Rolle hatte.
Die Dreharbeiten begannen schließlich am 10. September 2012 in und um Atlanta und wurden nach der Weihnachtspause im Januar fortgesetzt. Für die Dreharbeiten in der Arena reiste das Produktionsteam nach Hawaii, wo die meisten Szenen mit IMAX-Kameras gefilmt wurden. Für die Szenen in Distrikt 12 zu Beginn des Films drehten Lawrence und Hemsworth im Januar und Februar 2013 in New Jersey. Die Dreharbeiten waren im April 2013 beendet.

### Musik
Im Oktober 2012 wurde James Newton Howard als Komponist für den Soundtrack des Filmes bestätigt. Als erster Künstler wurde Coldplay mit dem Lied Atlas angekündigt, das am 6. September 2013 weltweit veröffentlicht wurde. Am 26. September 2013 gab Christina Aguilera über Twitter bekannt, dass sie mit dem Song We Remain auf dem Soundtrack vertreten ist. Neben den beiden sind auch Imagine Dragons mit Who We Are, Lorde mit dem Coversong Everybody Wants to Rule the World sowie Ellie Goulding mit Mirror dabei. Der Soundtrack wurde am 15. November in Deutschland und am 19. November 2013 in den Vereinigten Staaten veröffentlicht.

## Besetzung und Synchronisation
| Schauspieler            | Rolle                    | Synchronsprecher   |
| ----------------------- | ------------------------ | ------------------ |
| Jennifer Lawrence       | Katniss Everdeen         | Maria Koschny      |
| Josh Hutcherson         | Peeta Mellark            | Ricardo Richter    |
| Liam Hemsworth          | Gale Hawthorne           | Leonhard Mahlich   |
| Woody Harrelson         | Haymitch Abernathy       | Thomas Nero Wolff  |
| Elizabeth Banks         | Effie Trinket            | Cathlen Gawlich    |
| Sam Claflin             | Finnick Odair            | Patrick Roche      |
| Jena Malone             | Johanna Mason            | Janin Stenzel      |
| Jeffrey Wright          | Beetee                   | Olaf Reichmann     |
| Philip Seymour Hoffman  | Plutarch Heavensbee      | Oliver Stritzel    |
| Donald Sutherland       | Präsident Snow           | Jürgen Kluckert    |
| Stanley Tucci           | Caesar Flickerman        | Lutz Mackensy      |
| Lenny Kravitz           | Cinna                    | Robert Glatzeder   |
| Willow Shields          | Primrose „Prim“ Everdeen | Valentina Bonalana |
| Paula Malcomson         | Mrs. Everdeen            | Silke Matthias     |
| Lynn Cohen              | Mags                     | (stumm)            |
| Amanda Plummer          | Wiress                   | Denise Gorzelanny  |
| Nelson Ascencio         | Flavius                  | Frank Schaff       |
| Bruce Bundy             | Octavia                  | Svantje Wascher    |
| Toby Jones              | Claudius Templesmith     | Stefan Krause      |
| Stef Dawson             | Annie Cresta             | Verena Mehnert     |
| Megan Hayes             | Morfixerin               |                    |
| Patrick St. Esprit      | Commander Thread         |                    |
| Wilbur Fitzgerald       | Commander Cray           | Rüdiger Evers      |
| Meta Golding            | Enobaria                 |                    |
| Bruno Gunn              | Brutus                   |                    |
| Alan Ritchson           | Gloss                    | Jeffrey Wipprecht  |
| Stephanie Leigh Schlund | Cashmere                 |                    |
| E. Roger Mitchell       | Chaff                    |                    |
| Maria Howell            | Seeder                   |                    |
| Bobby Jordan            | Blight                   |                    |
| Elena Sanchez           | Cecelia                  |                    |
| John Casino             | Woof                     |                    |

## Marketing
Am 16. November 2012 lief im Vorprogramm zu Breaking Dawn – Biss zum Ende der Nacht, Teil 2 ein Ankündigungstrailer, in dem auch das Logo des Filmes zu sehen war. In der Entertainment Weekly in der Ausgabe vom 11. Januar 2013 gab es eine Vorschau auf den Film inklusive einiger Bilder aus dem Film. Am 22. Februar wurden über Facebook und Hitfix zwei Poster mit Katniss und Peeta veröffentlicht.

## Rezeption

### Erfolg
Bei Produktionskosten von 130 Millionen US-Dollar spielte der Film, mit Stand vom 15. Januar 2014, weltweit 847,7 Millionen US-Dollar ein. Der Film spielte am Eröffnungswochenende in den Vereinigten Staaten 158,07 Millionen US-Dollar ein und hatte damit dort den November-Umsatzrekord von New Moon – Biss zur Mittagsstunde übertroffen. Außerdem gelang dem Film der sechstbeste Kinostart aller Zeiten, nur Harry Potter und die Heiligtümer des Todes – Teil 2, Iron Man 3 und Marvel’s The Avengers sowie die beiden Dark-Knight-Filme waren erfolgreicher.
Bereits nach acht Tagen nahm der Film in den USA über 250 Millionen US-Dollar ein (nur The Dark Knight und die Avengers konnten das überbieten), nach zwölf Tagen über 300 Millionen US-Dollar (Platz 4 nach den Avengers und den beiden Dark Knight Filmen), 350 Millionen US-Dollar nach 23 Tagen (Platz 6) und 400 Millionen US-Dollar nach 42 Tagen (Platz 5) und damit fast doppelt so schnell wie sein Vorgänger, der nach 80 Tagen diese Marke überschritt. Der Film rangiert auf Platz 2 der erfolgreichsten Filme 2013. Anfang Dezember 2013 konnte der Film einen weiteren Rekord brechen. Catching Fire spielte 110 Millionen US-Dollar an einem Thanksgiving-Wochenende ein. Der bisherige Rekord lag bei 82,4 Millionen US-Dollar und wurde 2001 von Harry Potter und der Stein der Weisen aufgestellt.
In Deutschland gingen 1,18 Millionen Zuschauer ins Kino und bescherten dem Film den zweitbesten Kinostart des Jahres 2013. Im Jahr 2013 wurden bundesweit 3.445.183 Besucher an den deutschen Kinokassen gezählt, womit der Film den 5. Platz der meistbesuchten Filme des Jahres belegte.
Die Tribute von Panem – Catching Fire besetzt in der Liste der erfolgreichsten Filme ohne Inflationsbereinigung Platz 88 (Stand: 19. April 2025).

### Kritiken
Der Film erhielt größtenteils positive Kritiken. In der Kritikensammlung Rotten Tomatoes erreichte der Film bei 90 Prozent der 293 Rezensenten eine positive Bewertung.
Die österreichische Jugendmedienkommission hob den „Zusammenhalt gegen eine totalitäre Herrschaft“ und das „Aufbegehren gegen das Unrecht“ positiv hervor. Mitgefühl und Menschlichkeit würden „als etwas Positives vermittelt“. Der „sozial- und medienkritische Aspekt bezüglich Reality TV-Shows“ könne „interessanten Diskussionsstoff“ liefern.
David Kleingers bemängelte auf Spiegel Online zwar einerseits die mangelnde Originalität, denn „zu offensichtlich orientiert sich Collins’ Entwurf dafür an vertrauten Vorbildern aus der zivilisations- und autoritätskritischen Science-Fiction.“ Andererseits verbinde der Film aber „großes Melodrama mit offensiver Mediensatire und zeigt das staatstragende Gladiatorenspiel als sadistische Zuspitzung des Casting-Show-Phänomens“. Kleingers lobte die „stimmige Besetzung“ und vor allem Jennifer Lawrence für ihre „imposante“ und „unverwechselbare“ Darstellung der Protagonistin, einer unfreiwilligen „Lichtgestalt des Lumpenproletariats“ und „Marianne eines ästhetischen Aufstands“; sie sei „[n]ahezu in jeder Szene präsent“ und brauche „als Katniss lediglich einen Augenaufschlag, um glaubhaft von lähmender Verzweiflung zu stiller Entschlossenheit zu gelangen“. Der Film sei „wie sein Vorläufer weitaus besser … als er eigentlich sein müsste“, da er „sein junges Zielpublikum nicht für dumm hält und unabhängig vom Unterhaltungsdiktat eine Haltung einnimmt, die auch jenseits der Pubertät begeistern kann.“
In der Tageszeitung bezeichnete Andreas Busche den Film als „etwas unentschlossene[s] Mittelstück der gegenwärtig marktführenden Blockbuster-Trilogie“. Er zerfalle „in zwei Teile, wobei der erste ihm [Regisseur Francis Lawrence] eindeutig mehr gestalterischen Spielraum lässt als der zweite, der das Setting des Vorgängers lediglich etwas aufwendiger variiert“. Die erste Hälfte verleihe der Geschichte „dagegen ein gesellschaftliches Profil“. Insgesamt sei die Trilogie „aus einem härteren Holz geschnitzt als die übrigen Jugendbuchadaptionen“, da sie „einen komplexeren gesellschaftlichen Entwurf als die meisten Hollywood-Franchises“ beschreibe.
Manohla Dargis fand den Film in der New York Times „durchgehend überaus zufriedenstellend“; er komme „vollgepackt mit Spezialeffekten und Actionszenen daher“ und werde „mit den üblichen Charakterdarstellern, deren Namen Markenwirkung haben, verschönert“. Er funktioniere, da er den feinen Punkt erreiche, an dem „klassische Mythen die Ängste der Zeit treffen“, und sich damit „zu einem überwältigenden Pop-Phänomen“ entwickle. Regisseur Lawrence verpasse dem Film diesmal eine „rauere, weniger sentimentale Grundstimmung“. So sei Catching Fire zwar „kein Kunstwerk“, aber dennoch ein „fähiger, zeitweise aufregender Film“.
Im New York Observer kritisierte Rex Reed den Film als „übertrieben, überproduziert, unverschämt überbudgetiert und vollkommen sinnlos“ und sah darin „nichts als recycelte Ideen und öde CGI-Effekte, die beim ersten Mal noch frisch und aufregend schienen, nun jedoch mit der Energie eines alten Gauls“ herumhumpelten. Catching Fire sei „so langweilig, dass nicht einmal die Bösewichte Spaß machen“; die Schauspieler seien „alle gleichermaßen schrecklich“.

## Unterschiede zwischen Film und Buch
Da das Buch ausschließlich aus Katniss’ Sicht erzählt wird, kommen die Film-Szenen, in denen sie abwesend ist, dort nicht vor. Auch weitere Änderungen gegenüber dem Buchgeschehen treten auf. So fehlen einige wichtige Figuren wie Katniss’ Freundin Madge Undersee, deren Vater, welcher der Bürgermeister ist, Darius, ein mit Katniss’ befreundeter Friedenswächter, der später zum Avox wird, sowie Bonnie und Twill, zwei Frauen, die aus Distrikt 8 geflohen sind. So bekommt Katniss zufällig im Büro des Bürgermeisters eine Meldung über den Aufstand in Distrikt 8 mit und erfährt später aus Bemerkungen ihres Vorbereitungsteams und Unterhaltungen mit Haymitch in welchen Distrikten es noch Aufstände gegeben haben muss. Im Film scheint sie (im Gegensatz zum Zuschauer) fast gar nichts von den Aufständen mitzubekommen. Auch erfährt Katniss im Buch von Bonnie und Twill, dass Distrikt 13 möglicherweise noch existiert, und untersucht später, ob wie von den beiden behauptet im Kapitol-Fernsehen immer nur dieselben Aufnahmen von Distrikt 13 zu sehen sind. Das alles fehlt im Film, Katniss scheint sich bis zum Ende keine Gedanken über Distrikt 13 zu machen.
Gale tritt am Anfang der Geschichte nicht auf. Der Kuss zwischen ihm und Katniss fand bereits Monate zuvor statt und wird von Katniss in einer Rückblende erwähnt. Erst eine Woche nach der Tour der Sieger tritt Gale im Buch das erste Mal auf. Im Film wird Gale ausgepeitscht, weil er während einer Razzia Thread angreift und niederschlägt. Im Buch wollte er lediglich dem alten Commander Cray einen Truthahn verkaufen und wird wegen Wilderei ausgepeitscht. Außerdem ist da noch die alte Mannschaft anwesend. Die Zerstörung des Hob und die Ankunft der neuen Mannschaft finden erst ein paar Tage nach Threads Amtsantritt statt. Im Film wird gezeigt wie Cray überwältigt und verschleppt wird, während in der gesamten Buchreihe nie erwähnt wird, was nach Threads Amtsantritt mit ihm passiert ist.
Der Dialog zwischen Katniss und Präsident Snow über Seneca Crane ist identisch mit dem im Buch, ebenso wie Katniss Einzeltraining (die aufgeknüpfte Puppe mit Senecas Namen), dadurch tritt jedoch innerhalb der Filmreihe ein Widerspruch auf, da Seneca im ersten Film zum Selbstmord durch Nachtriegel gezwungen wurde, während er im Buch öffentlich hingerichtet wurde. Folgerichtig erwähnt Plutarch Heavensbee Senecas Tod durch die Beeren. Dafür fehlt die Szene, in der Plutarch Katniss seine Taschenuhr mit Spotttölpel-Motiv zeigt, um ihr einen Tipp für die Arena zu geben. Jedoch als Mentorin, denn im Gegensatz zum Film war er nicht in den Plan eingeweiht die ehemaligen Sieger beim Jubel-Jubiläum antreten zu lassen.
Die Anprobe von Katniss Hochzeitskleidern und Peetas strenges Training von Katniss und Haymitch kommen nur im Buch vor. Auch fehlt die Szene, in der Katniss und Peeta sich die Aufzeichnung von Haymitchs Hungerspielen ansehen. Dadurch erfahren sie, dass Haymitch ein Bündnis mit Maysilee Donner (Madges Tante und ursprüngliche Besitzerin von Katniss‘ Spotttölpelbrosche) einging und seinen letzten Gegner mithilfe des Kraftfeldes besiegte. In der ganzen Filmreihe wird Maysilee nicht erwähnt, ebenso Haymitchs Hungerspiele und ihre Folgen.
Im Film wurde das Trainingscenter komplett erneuert, im Buch hat es sich im Vergleich zum Vorjahr nicht verändert. Im Buch wird die Arena nur durch das Kraftfeld begrenzt, das bei Kontakt durchsichtig wird. Im Film sieht man, dass sich die Arena stattdessen innerhalb eines stählernen Gebäudes befindet, welches am Ende nach der Zerstörung des Kraftfeldes einstürzt.
Die Ereignisse der letzten Nacht in der Arena finden im Film teilweise anders statt als im Buch. So ist Chaff bereits vor Einbruch der Nacht verstorben. Im Buch sieht Katniss beim Gewitter-Baum, wie sich Finnick und Enobaria unterhalten. In dem Moment, als sie Enobaria erschießen will, erinnert sie sich an Haymitchs Rat, nicht zu vergessen, wer der wahre Feind ist. So entscheidet sie, mit dem Draht das Kraftfeld zu zerstören. Im Film erwägt sie gerade, Finnick zu erschießen, als dieser sie an Haymitchs Rat erinnert.

## Auszeichnungen und Nominierungen
MTV Movie Awards 2014
- Auszeichnung in der Kategorie Bester Film
- Auszeichnung in der Kategorie Beste Schauspielerin für Jennifer Lawrence
- Auszeichnung in der Kategorie Bester Schauspieler für Josh Hutcherson
- Nominierung in der Kategorie Bester Bösewicht für Donald Sutherland
- Nominierung in der Kategorie Bester Oben-Ohne Auftritt für Sam Claflin
- Nominierung in der Kategorie Beste Kampfszene für Jennifer Lawrence, Josh Hutcherson & Sam Claflin vs. Mutant Monkeys
- Nominierung in der Kategorie Beste Filmverwandlung für Elizabeth Banks

Saturn-Award-Verleihung 2014
- Auszeichnung in der Kategorie Bestes Kostüm
- Nominierung in der Kategorie Bester Science-Fiction-Film
- Nominierung in der Kategorie Beste Hauptdarstellerin für Jennifer Lawrence
- Nominierung in der Kategorie Beste Nebendarstellerin für Jena Malone
- Nominierung in der Kategorie Beste Regie für Francis Lawrence
- Nominierung in der Kategorie Bester Schnitt
- Nominierung in der Kategorie Beste Ausstattung

Nickelodeon Kids’ Choice Awards 2014
- Auszeichnung in der Kategorie Lieblings-Kinofilm
- Auszeichnung in der Kategorie Lieblings-Schauspielerin für Jennifer Lawrence
- Auszeichnung in der Kategorie Lieblings-Verklopperin für Jennifer Lawrence
- Nominierung in der Kategorie Lieblings-Verklopperin für Jena Malone

Hollywood Film Festival 2013
- Auszeichnung in der Kategorie Best Song für Atlas von Coldplay

Goldene Leinwand
- Auszeichnung für 3 Millionen Besucher in Deutschland

## Fortsetzungen
Lionsgate gab im Sommer 2012 bekannt, dass der dritte Teil der Romanreihe in zwei Filme aufgeteilt wird. Danny Strong sagte im Dezember 2012, dass er das Drehbuch zum dritten und vierten Film schreiben werde. Francis Lawrence führte auch bei diesen beiden Filmen wieder Regie.
In Deutschland startete Die Tribute von Panem – Mockingjay Teil 1 am 20. November 2014, Mockingjay Teil 2 am 19. November 2015.